# The Sound and the Fury

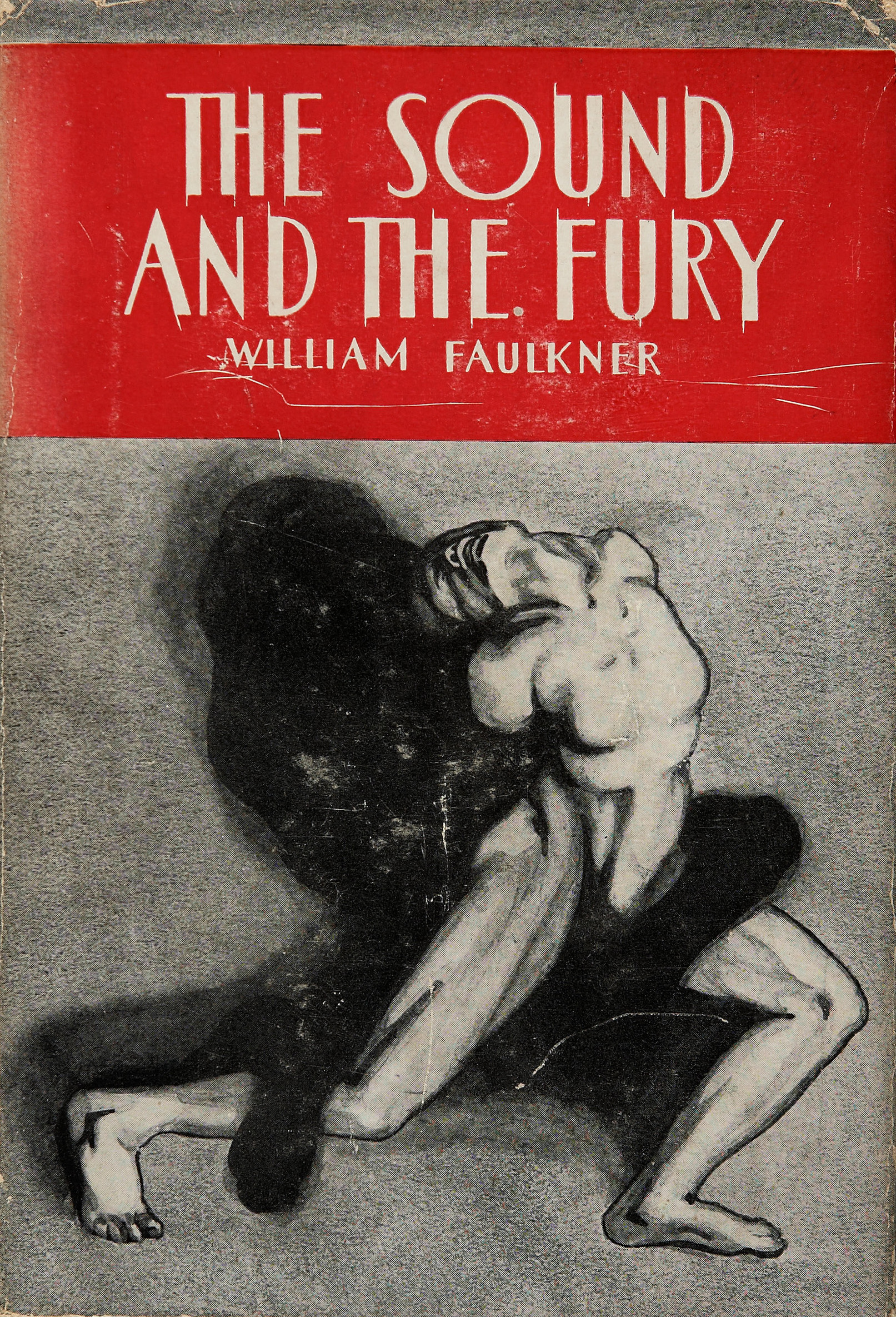
The Sound and the Fury (1929 cover eerste editie

The Sound and the Fury (Ned. 1965: Het geraas en gebral, 2010: Het geluid en de drift) is een southern gothic novel van William Faulkner, gepubliceerd in 1929. Het was het werk dat Faulkner internationale erkenning bracht.
Het verhaal is onderdeel van een reeks van romans die het verhaal van drie families - de Sutpens, de Comptons en de Coldfields - in de fictieve streek Yoknapatawpha in het Zuiden van de Verenigde Staten van Amerika beschrijven. Faulkner schreef de romans Sartoris, The Sound and the Fury, As I Lay Dying, Sanctuary, Light in August, Pylon en Absalom, Absalom! in betrekkelijk korte tijd: 1929-1936. Ze behoren tot de meesterwerken van de Amerikaanse literatuur. The Sound and the Fury is het bekendste uit de reeks. Bekendheid onder een grote groep lezers kreeg het boek in 1995, toen het werd aangeprezen door Oprah Winfrey.
Het verhaal speelt zich af in het fictieve gebied Yoknapatawpha County. Faulkner maakt gebruik van een verteltechniek die stream of consciousness heet. Het verhaal bestaat uit lange zinnen en bovendien wordt het verteld vanuit een wisselend perspectief, door sommige lezers als lastig ervaren.
Het boek is opgedeeld in vier delen: het eerste, (7 april 1928), wordt verteld vanuit de zwakbegaafde Benjy Compson; het tweede, (2 juni 1910), vanuit de depressieve student Quentin Compson, het derde, (6 april 1928), vanuit hun sardonische broer Jason Compson, en het vierde, (8 april 1928), vanuit de zwarte werkster van de familie, Dilsey. De vier delen vertellen samen de ondergang van een eens prominente familie in het Zuiden van de Verenigde Staten van Amerika.
De titel van het boek is afkomstig uit William Shakespeares Macbeth, toneel 5 van het 5e bedrijf:
Life's but a walking shadow, a poor player
That struts and frets his hour upon the stage
And then is heard no more: it is a tale
Told by an idiot, full of sound and fury,
Signifying nothing...

## Nederlandse vertalingen
- Het geraas en gebral, vertaald door John Vandenbergh - Bruna, Utrecht, 1965
- Het geluid en de drift, vertaald door Bartho Kriek - Atlas-Contact, 2010